# Классификация компонент множества Фату
Теорема о классификации периодических компонент множества Фату в голоморфной динамике утверждает, что всякая периодическая компонента множества Фату принадлежит к одному из следующих четырёх типов:
- компонента связности бассейна притяжения притягивающей или суперпритягивающей неподвижной или периодической точки;
- лепесток Фату параболической (неподвижной или периодической) точки;
- диск Зигеля: топологический диск, динамика на котором (аналитически) сопряжена иррациональному повороту стандартного диска;
- кольцо Эрмана: топологическое кольцо, динамика на котором (аналитически) сопряжена иррациональному повороту стандартного кольца.